# Онопко, Снежана Дмитриевна
Снежана Дмитриевна Онопко (укр. Сніжана Володимирівна Онопко; род. 15 декабря 1986, Северодонецк) — украинская супермодель.

## Биография
О раннем детстве информации нет. В возрасте 18 лет, после окончания средней школы, переехала к тёте в Киев, где познакомилась с продюсером Олегом Воропаевым. Летом 2004 года участвовала в кастинге модельного агентства AL Model Management. В то время агентство эксклюзивно представляло DNA Model Management. Затем стала моделью AL Models.
Далее Онопко отправилась для работы в Нью-Йорк. Она участвовала в показах Нью-Йорка, Милана и Парижа, появилась на обложках журналов Numero и Vogue, после чего на неё обратил внимание известный фотограф Стивен Майзель. В 2005 году Онопко пригласили рекламировать косметику японской фирмы Shiseido. Снежана Онопко стала первой украинкой, чье фото дважды было опубликовано на обложке журнала Vogue. В 2007 году Снежана снялась в образе Анны Винтур — главного редактора американского журнала Vogue, а летом 2009 года вышел русский выпуск журнала Vogue с её снимком на обложке. Также Онопко стала лицом французского дома моды Dior.
На данный момент Снежана Онопко работает с агентствами Women Model Management (Нью-Йорк, Париж, Милан), Traffic Models (Испания), Modelwerk (Германия), AL Models (материнское агентство, США, Украина).

## Образование
В 2009 году Снежана Онопко поступила в Национальный университет имени Тараса Шевченко на факультет психологии и социологии.

## Личная жизнь
В начале 2009 года разорвала отношения, которые начались еще до её модельной карьеры.  
На декабрь 2009 года у Снежаны Онопко и Президента Федерации конного спорта Украины Александра Онищенко была назначена свадьба, которая так и не состоялась. Пара рассталась в начале 2010 года.
В 2011 году вышла замуж за украинского бизнесмена Николая (Миколу) Щура. В 2020 году она заявила, что её муж на протяжении всего брака применял физическое насилие по отношению к ней. Кроме того, мужчина не хотел соглашаться на развод и планировал отсудить у модели имущество. В конце 2020 года Онопко и Щур развелись. 